# Синявець Бавій
Синявець Бавій (Pseudophilotes bavius) — рідкісна лускокрила комаха з родини Синявцевих. Занесена до Червоного списку Міжнародного союзу охорони природи, Червоної книги денних метеликів Європи, Червоної книги України та Червоної книги Ростовської області Росії.

## Опис
Розмах крил становить 23–30 мм, довжина переднього крила складає 10-1 мм. Статевий диморфізм виразний: крила самців зверху червонувато-блакитні з відносно широким коричнево-чорним краєм, біля заднього кута задніх крил 2–4 облямованих червонуватим очка; самиці мають коричневе забарвлення крил з синім нальотом біля основи крил та більш яскравим рядком червонуватих очок на задніх крилах. Нижня поверхня крил сіра з прикореневим блакитним напиленням та широкою жовтогарячою перев'язкою вздовж зовнішнього краю задніх крил. Торочка крил строката.

## Поширення
Ареал цього метелика охоплює Марокко, Алжир, частково південно-східну Європу, Кавказ та Закавказзя, Малу Азію, Близький Схід, північ Ірану та північно-західний Казахстан.
В Україні описані лише відокремлені осередки на теренах Одеської, Миколаївської, Херсонської, Дніпропетровської, Запорізької, Донецької, Луганської областей, а також на Кримському півострові. У Росії синявець Бавій знайдений у Білокалитвинському та Кам'янському районах Ростовської області.

## Біологія
Поширений на ділянках крейдяних та вапнякових відшарувань, на схилах річкових терас та ярів, у степу. Дає одне покоління на рік. Літ метеликів триває з кінця квітня — початку травня до середини червня. Самиця відкладає яйця на квітки та стебла шавлій. Гусінь розвивається в квітках шавлії, іноді на її листі. Лялечка зимує у підстилці.

## Загрози та охорона
Загрози: руйнування місць перебування виду (розорювання степу та його заліснення, урбанізація), надмірний випас худоби, випалювання трави.
Занесений до Червоного списку Міжнародного союзу охорони природи, Червоної книги денних метеликів Європи, Червоної книги України та Червоної книги Ростовської області Росії.. Як складник біоценозу охороняється у Луганському природному заповіднику. Доцільно створення ентомологічних заказників у місцях перебування виду з метою збереження характерних для синявця Бавія біотопів.